# Cordia boissieri
La anacahuita (Cordia boissieri) es un árbol caducifolio del género Cordia en la familia Boraginacea. La especie es nativa de América del Norte. Llega a medir hasta 6 m de altura, sus flores son generalmente blancas y en su interior de una tonalidad amarilla. Sus frutos son esféricos de color amarillo a verde. Se distribuye en México a lo largo de la Sierra Madre Oriental. Es la flor oficial del estado mexicano de Nuevo León.

## Descripción
Cordia boissieri es un arbusto o árbol pequeño con un crecimiento de hasta 6 metros de altura. A menudo es de hojas perennes. Su corteza es fina y ligeramente vulnerable. Sus hojas son ovales, alcanzando hasta 12 cm de largo.
El período de floración es normalmente desde finales de la primavera hasta principios del verano, en algunos lugares, pero varias veces al año, o incluso durante toda la temporada de crecimiento. Las flores son en su mayoría blancas, con su interior de color amarillo.
El fruto es redondo, de color amarillo-verde, similar al fruto del olivo y unos 2,5 cm de tamaño, contiene de una a cuatro semillas. La fruta es ligeramente tóxica y puede causar mareo, pero cocinados pueden ser ingeridos con seguridad. Los frutos son comidos por las aves.

## Distribución
En México su distribución principalmente es en el noreste de la Sierra Madre Oriental, Nuevo León, Coahuila, Tamaulipas, San Luis Potosí, e Hidalgo

## Nombres comunes
- Alacahuite
- Anacahuita
- Anacahuite
- Cueramo
- Cuéramo
- Rasca viejo
- Trompillo
- C'ueramo (Tarasco)[1]
- Olivo salvaje (Wild olive) en inglés.

## Taxonomía
Cordia boissieri fue descrita por Alphonse Pyrame de Candolle  y publicado en Prodromus Systematis Naturalis Regni Vegetabilis 9: 478. 1845.

### Etimología
- Cordia: nombre genérico otorgado en honor del botánico alemán Valerius Cordus (1515-1544).[3]
- boissieri: epíteto otorgado en honor del botánico suizo Pierre Edmond Boissier.

### Sinonimia
- Lithocardium boissieri Kuntze[4]